# Age of Empires: Castle Siege
Age of Empires: Castle Siege ist ein Computerspiel der Age-of-Empires-Serie. Das Spiel wurde am 25. August 2014 vorgestellt und ist seit dem 18. September über den Windows Store für Windows Phone 8, Windows RT, Windows 8.1 und Windows 10 erhältlich. Nachdem das Spiel bereits mehrere Monate im kanadischen Apple App Store verfügbar gewesen war, veröffentlichte Microsoft das Strategiespiel schließlich am 16. Juli 2015 weltweit für iOS. Am 13. Mai 2019 wurde der Betrieb des Onlinespiels eingestellt.

## Spielprinzip
Age of Empires: Castle Siege ist ein reines Onlinespiel und kombiniert die Spielprinzipien von Tower Defense mit denen der Echtzeit-Strategie. Einerseits errichtet der Spieler seine eigene Burg. Dazu werden die Verteidigungsanlagen mit Türmen, Mauern und Fallen ausgebaut und Truppen ausgebildet. Andererseits kann der Spieler die Burgen anderer Mitspieler angreifen. Auch hierfür können die eigenen Truppen, Helden und Belagerungsgeräte weiterentwickelt und somit effizienter gemacht werden.
Zeitlich ist das Spiel im frühen Mittelalter bis zur frühen Neuzeit angesiedelt. Im Vordergrund des Spiels stehen sechs Zivilisationen (Kiewer Rus, Britannier, Byzantiner, Franken, Sarazenen, Deutscher Orden), die sich durch unterschiedliche Schwächen und Stärken auszeichnen. Der Spieler entscheidet sich für eine der sechs Zivilisationen und erhält einen Bergfried (Burg), den er in mehreren Stufen (derzeit 10) weiterentwickeln kann. Die Weiterentwicklungen werden – jeweils in Textform – mit geschichtlichen Informationen zur jeweiligen Zivilisation in Zusammenhang gebracht. Zur Verteidigung und zum Angriff auf fremde Bergfriede stehen dem Spieler Infanterie-, Kavallerieeinheiten und technische Belagerungseinheiten zur Verfügung, die ebenfalls weiterentwickelt und erweitert werden können. Jede Zivilisation verfügt dabei über eine spezielle Einheit mit besonderen, historisch begründeten Fähigkeiten, beispielsweise besonders effiziente Bogenschützen bei den Britanniern oder besonders gepanzerte Infanterie beim Deutschen Orden. Außerdem verfügt jede Zivilisation über einen sogenannten Helden mit ganz besonderen Fähigkeiten für Angriff und Verteidigung. Die Helden und deren Fähigkeiten orientieren sich dabei an geschichtliche Persönlichkeiten. Bei den Franken ist beispielsweise die Heldin Johanna von Orleans in der Lage, gegnerische Truppen zum Überlaufen zu bewegen.
Ein Angriff auf gegnerische Burgen erfolgt online und innerhalb von sechs Minuten. Der Spieler greift dabei mit seinen -zuvor individuell zusammengestellten Truppen- einen zufallsgenerierten Gegenspieler an und steuert seine Truppen mit Maus- oder Touchgesten. Der Gegner ist besiegt, wenn innerhalb von sechs Minuten entweder die Burg oder 50 % der Gebäude des Verteidigers zerstört wurden. Zusatzkronen gibt es, wenn sowohl Burg und Gebäude zerstört wurden. Noch mehr Kronen erhält, wer die gegnerischen Gebäude (inklusive Burg) zu 100 % zerstört hat.

## Entwicklung
Age of Empires: Castle Siege wurde am 25. August 2014 über die offizielle Website von Microsoft und über diverse soziale Netzwerke angekündigt. Am selben Tag wurde ein Livestream-Gameplay auf twitch vom AoE-Support-Team gestreamt. Entwickelt wurde Castle Siege von Microsoft Studios und Smoking Gun Interactive. Für Computer mit Windows 8.1, Windows RT sowie Mobiltelefone mit mindestens Windows Phone 8 wurde das Videospiel dann am 18. September 2014 veröffentlicht. Am 13. Mai 2019 wird das Spiel eingestellt. Die Foren zum Spiel wurden am 13. Dezember 2018 geschlossen.

## Rezeption
Castle Siege sei ein Free2Play-Aufbauspiel im Stil von Clash of Clans, das mit der Age-of-Empires-Reihe keine Gemeinsamkeiten mehr hätte. Der eigentliche Spielablauf sei vorhersehbar, langweilig und langwierig. Eingebaut sei eine typische Wartemechanik, die sich mit Goldstücken beschleunigen lässt, die wiederum vom Spieler gekauft werden können. Der Entwickler lote die Schmerzgrenze zwischen Warterei und In-App-Kauf aus.